# کوشیرو ایتوهارا
کوشیرو ایتوهارا (ژاپنی: 糸原 紘史郎؛ زادهٔ ۲۵ فوریهٔ ۱۹۹۸) یک بازیکن فوتبال اهل ژاپن است.
از باشگاه‌هایی که در آن بازی کرده‌است می‌توان به باشگاه فوتبال گاینار توتوری اشاره کرد.